# 虎魂
虎魂（とらだま）は、2011年10月からスカイ・エーで放送を開始した阪神タイガース情報番組。
これまでの猛虎紳士録に代わって、阪神タイガースを多角的に取り上げ、選手の素顔や練習・試合の風景をレポートする。

## 出演者
- 矢野燿大
- 岩本計介
- 清水次郎（不定期）